# Медаль «За отличие» (Российская империя)
Медаль «За отличие» — государственная награда Российской империи, которой награждали выдающихся певцов и актёров, а также лиц, проявивших особые отличия перед государством.

## Основные сведения
Медаль «За отличие» была учреждена Александром I 5 (17) февраля 1816 года. Указ об учреждении был сообщён управляющему императорского кабинета Д. А. Гурьеву начальником Главного штаба П. М. Волконским.

## Награждения
Награждения данной медалью были единичными. Так, первым награждённым данной медалью был пятидесятник Астраханского казачьего войска Попов. В марте 1816 года он получил серебряную медаль на Аннинской ленте за «сделанное им в пользу казны государственной двоекратное пожертвование». Более награждений в царствование Александра I не было.
Всего в период правления Николая I было, насколько известно ныне, 4 награждения. Две золотых медали на Аннинской ленте в июле 1830 года получили пандуры капитан Иоаниц Жуграв и поручик Александр Мочучук, «в воздаяние храбрости, оказанной в минувшую против турок войну». После этого данной медалью награждали исключительно деятелей культуры. В 1847 году золотую медаль на Андреевской ленте, украшенную бриллиантами, получил итальянский певец Джованни Батиста Рубини, а в 1852 году такую же медаль получил другой певец, Антонио Тамбурини.
Известно о пяти награждённых данной медалью при Александре II. В 1857 году золотую медаль на Андреевской ленте получил итальянский оперный певец Луиджи Лаблаш, в 1859 году такой же медали был удостоен итальянский тенор Энрико Тамберлик, а в 1862 году был награждён ещё один тенор — Энрико Кальцолари. Дважды, в 1861 и 1871 годах был награждён русский актёр Иван Иванович Сосницкий, а в 1876 году медаль получил русский оперный певец Осип Афанасьевич Петров.
В период правления Александра III награждали артистов императорских театров. Было выдано крайне мало медалей, причём известно, что в мае 1882 года одна золотая медаль была передана из кабинета Его Императорского Величества ювелиру для украшения бриллиантами. После 1883 года данной медалью более не награждали. Также нет сведений о награждениях в царствование Николая II, однако известны оттиски таких медалей.

## Описание медали
В период Александра I награждали серебряными медалями, позже медали были золотыми. Только в царствование Александра III награждали и серебряными, и золотыми медалями. Золотые медали в некоторых случаях могли украшать бриллиантами. Диаметр медалей 50 мм или 28 мм (два варианта). В периоды Александра I и Николая II изготавливали только вариант с диаметром 50 мм. На лицевой стороне медали изображён портрет императора, правившего во время награждения. Вдоль края медали по окружности расположена надпись, которая также менялась с началом царстования нового монарха, например при Александре I была следующая надпись: «АЛЕКСАНДРЪ ПЕРВОЙ Б.М.ИМПЕРАТОРЪ ВСЕРОСС.». В разных вариантах медалей портрет мог отличаться деталями изображения и направлением поворота, также есть варианты надписи. На оборотной стороне медали горизонтальная надпись в две строки: «ЗА ОТЛИЧІЕ», под надписью черта. С края медали орнамент в виде узких концентрических кругов. Известные варианты медали Николая II имеют заметные отличия реверса: надпись уменьшена и сдвинута вправо, слева изображены дубовая, лавровая и пальмовая ветви, перевязанные лентой.
Медали чеканили на Санкт-Петербургском монетном дворе.

## Порядок ношения
Медаль имела ушко для крепления к ленте. Носить медаль следовало на шее. Лента медали — Андреевская, в период Александра I — Аннинская, в период Николая I известны награждения медалью и на Аннинской, и на Андреевской ленте.

## Изображения медалей

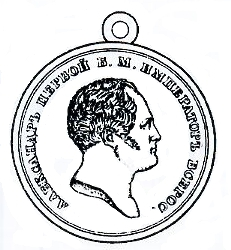
Аверс, Александр I
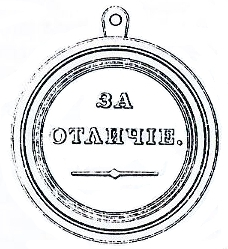
Реверс, Александр I

## Комментарии
1. ↑  Медальеры, работавшие над медалями в царствование Александра II.
2. ↑  Медальер, работавший над медалями в царствование Александра III.